# Reutlingen
Reutlingen o Rutlinga (llogaret de Rut) és una ciutat d'Alemanya, capital del Districte de Reutlingen de l'estat federat de Baden-Württemberg, amb una població que supera els 100.000 habitants (112.458 habitants el 2007). És seu d'importants empreses, com Benz, i posseeix un important centre universitari que acull estudiants de diverses nacionalitats, cosa que la converteix en una ciutat multicultural.

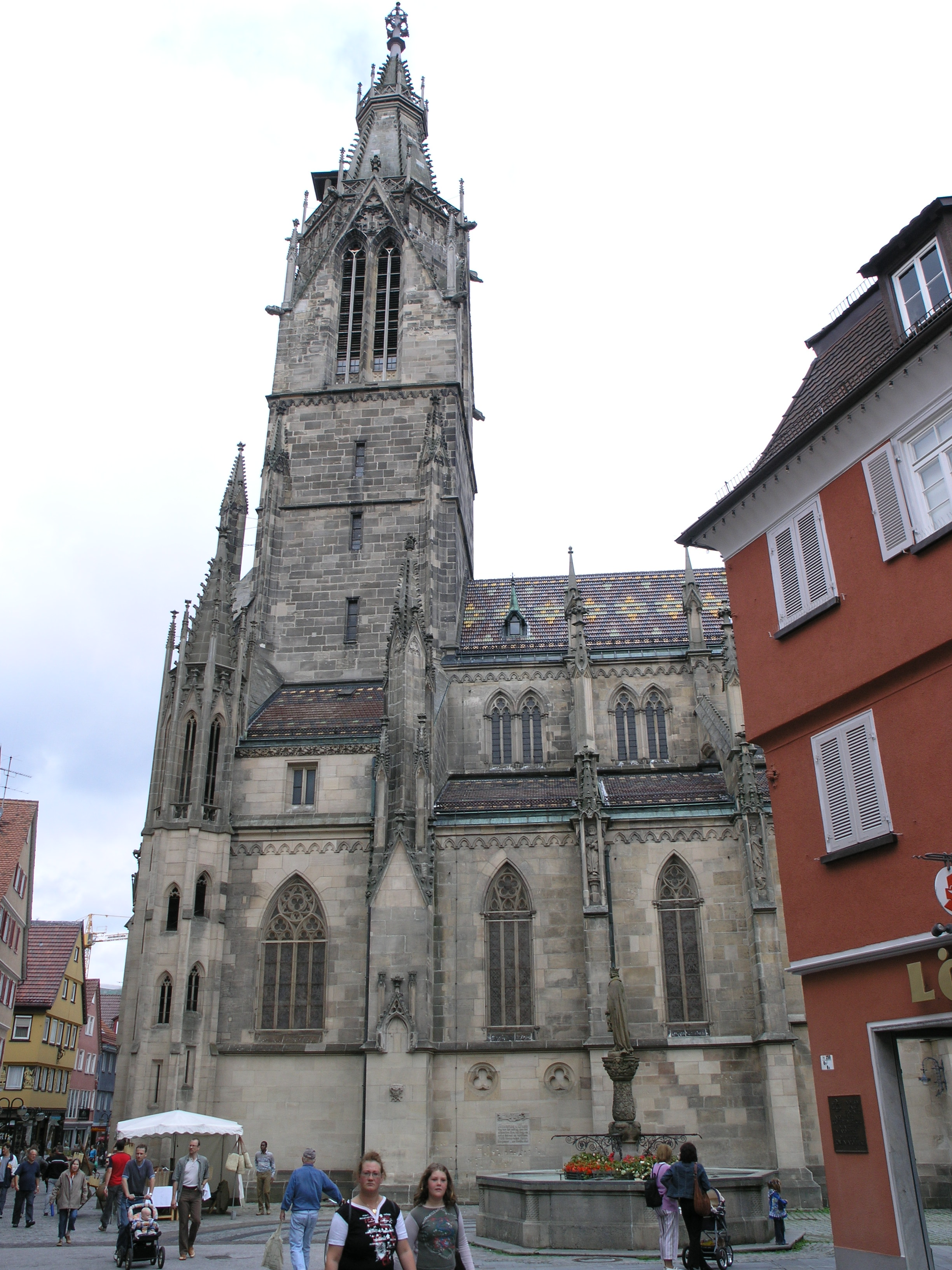
Església de Reutlingen